# Luis Álvarez Urquieta
Luis Álvarez Urquieta (Valparaíso, 1877-Santiago, 15 de marzo de 1945) fue un coleccionista e historiador del arte chileno.

## Biografía
Hijo de Pedro Álvarez y Hortensia Urquieta, estudió en el Colegio San Ignacio, y posteriormente se desempeñó como tesorero en el Banco Hipotecario de Chile hasta su jubilación. Estuvo casado con Laura Murillo Vildósola, con quien tuvo 2 hijos.
Estudioso de la pintura, poseyó una de las mejores colecciones nacionales —que posteriormente fue vendida al Museo Nacional de Bellas Artes— y escribió diversos estudios sobre arte: La Pintura en Chile. Colección Luis Álvarez Urquieta, La pintura en Chile durante el período colonial; y monografías sobre José Gil de Castro, Manuel Antonio Caro, Raymond Auguste Quinsac Monvoisin y Carlos Wood. También fue miembro de número de la Academia Chilena de la Historia.

## Obras publicadas
- La pintura en Chile. Colección Álvarez Urquieta (1928)
- La pintura en Chile durante el periodo colonial (1933)[6]
- El artista y pintor José Gil de Castro (1934)
- El artista pintor Carlos Chatworthy Word Taylor: prócer de la independencia sudamericana (1936)
- Breve historia de la pintura en Chile (1938)[7]

## Lectura complementaria
- Carlos Gispert (2000) - Enciclopedia de Chile, Diccionario, Tomo 1. Editorial OCEANO. ISBN 84-494-2336-8